# Wunambal
Wunambal (též  Northern Worrorran, Gambera, Gaambera, Jeidji, Jeithi, Unambal, Wumnabal, Wunambullu, Yeidji nebo Yeithi) je ohrožený jazyk. Jedná se o skupinu poměrně odlišných dialektů, které se někdy berou jako samostatné jazyky. Tímto jazykem mluví domorodí Austrálci (Aboridžinci) na severu Austrálie, na severu regionu Kimberley. Jedná se o jazyk kmene Worrorranů, kteří původně pocházejí ze západu tohoto regionu, do nového regionu se přesunuli až v 50. letech 20. století. Jazyk je ohrožený, ale momentálně probíhá program na jeho ochranu. Spolu s dalšími dvěma jazyky se řadí do jazykové rodiny worrorranských jazyků, někdy ale bývá tato teorie zpochybňována.

## Dialekty
Jak již bylo zmíněno, wunambal je skupina poměrně odlišných dialektů, které se někdy berou jako samostatné jazyky. Velká část z dialektů už vymřela.
Seznam dialektů jazyka wunambal:
| Dialekt  | Počet mluvčích         |
| -------- | ---------------------- |
| Wunambal | okolo 5                |
| Gamberre | 0 (vymřel v roce 2016) |
| Kwini    | okolo 1                |
| Miwa     | 0                      |
| Yiidji   | méně než 10            |
| Wilawila | 0                      |
| Ginan    | 0                      |